# 金藤理绘
金藤理绘（日语：／ Kanetō Rie，1988年9月8日—），生于广岛县原市，日本前游泳运动员，主项是200米蛙泳，职业生涯期间是Jaked俱乐部的成员。
金藤曾5次刷新女子200米蛙泳的亚洲纪录，其中前三次是在2009年刷新的，后两次是在2016年刷新的。截至2016年，她总共获得了6枚国际比赛的奖牌，其中有3枚是在2014年获得的，两枚是在世界大学生运动会上获得的，另一枚则是在2016年里约奥运上获得的。

## 生平
金藤在家中排行老幺，她有一个哥哥和一个姐姐。小学3年级时，受到父亲的影响，金藤加入了游泳俱乐部，此后她一直专攻蛙泳。2006年，高中3年级的她首次获得全国高中校际比赛的冠军。
2007年2月，金藤被东海大学的教练加藤健志发掘，随后她升入东海大学，修读体育专业。同年8月，她参加在泰国曼谷举行的世界大学生运动会，并在200米蛙泳项目上以2分25秒63的成绩获得银牌，而她在比赛中的出色表现也让她在当时的世界排名上升到了第12位。2008年4月，金藤参加了在东京举行的奥运选拔赛，在200米蛙泳比赛中以2分26秒28的成绩获得亚军，并成功取得北京奥运会的参赛资格。奥运会期间，她以2分25秒14的成绩获得女子200米蛙泳的第7名。
2009年7月初，金藤在塞尔维亚贝尔格莱德举行的世界大学生运动会中以2分22秒32的成绩获得女子200米蛙泳冠军，同时刷新了她于同年4月在国内比赛创造的亚洲纪录，同月月底，她参加了自己游泳生涯里的第一届世界游泳锦标赛，在同一个项目中获得第5名。两个月后，在2009年日本大学生游泳锦标赛的最后一天比赛中，金藤以2分20秒72的成绩年内第三次刷新女子200米蛙泳的亚洲纪录，同时成为第一位在该项目中游进2分21秒大关的亚洲运动员。2010年8月，金藤首次参加泛太平洋游泳锦标赛，在200米蛙泳中位列第7。同年11月，她参加了在广州举办的亚洲运动会，并在50米、100米和200米蛙泳比赛中分别获得第7名、第5名和第4名，未能获得奖牌。一个月后，她又首次参加世界短池游泳锦标赛，获得了女子200米蛙泳的第7名。
2011年4月，刚刚大学毕业的金藤加入了Jaked俱乐部。同年7月底，她参加了在上海举办的世界游泳锦标赛，首先在女子100米蛙泳预赛中排名第24位，未能晋级半决赛，随后在其主项女子200米蛙泳中以2分25秒36的成绩排名第5位。2012年4月，东京举办伦敦奥运会日本代表选拔赛，金藤在自己的主项200米蛙泳中落后于铃木聪美和渡部香生子，没能进入前2名，从而无缘伦敦奥运。奥运落选之后，金藤一度失去信心，但在参加完了当年的国民体育大会之后，她的内心又有了胜利的欲望，之后便增加了训练量，她称训练量大的时候自己一次性游了20公里。在2013年8月进行的巴塞罗那游泳世锦赛女子200米蛙泳比赛中，她以2分22秒96的成绩最终位列第4，与奖牌擦肩而过，赛后她为此感到遗憾。一个多月以后，她参加了在东京举办的国民体育大会，在自己的副项100米蛙泳当中以1分8秒21的成绩首次在国民体育大会上获得冠军。
2014年，金藤在三个国际比赛中均有取得突破。首先她在澳大利亚黄金海岸举行的泛太平洋游泳锦标赛上以2分21秒90的成绩不敌渡部香生子，获得女子200米蛙泳的亚军。一个月后，在仁川举行的亚运会中，她在女子200米蛙泳比赛中再度落后于渡部，以0.1秒之差获得一枚银牌。同年12月，金藤又在世界短池游泳锦标赛女子200米蛙泳比赛中摘下一枚银牌，首次在该项赛事中获得奖牌。2015年8月，金藤第四次参加游泳世锦赛，在女子200米蛙泳比赛中，她以2分23秒19的成绩第6个到达终点，而在50米蛙泳和100米蛙泳项目上，她仍未能取得突破，两个项目均止步预赛。
2016年，金藤迎来了自己游泳生涯的高峰期。2月，她在澳大利亚珀斯举办的中日澳三国游泳对抗赛中以2分20秒04的成绩，时隔六年半再度刷新女子200米蛙泳的亚洲纪录，这让因为在喀山游泳世锦赛表现不佳而陷入退役危机的她重拾信心，赛后她表示：“能够继续游泳生涯实在是太好了。”4月，金藤又在日本游泳锦标赛女子200米蛙泳比赛中表现突出，以2分19秒65的成绩获得第一名，不仅再度打破亚洲纪录，还成功获得了里约奥运会的参赛权。在同年8月11日举行的夏季奥运女子200米蛙泳决赛中，她以2分20秒30的成绩战胜所有对手，获得个人首枚奥运金牌，她也成为继前畑秀子和岩崎恭子后第三位获得该项目金牌的日本选手。之后她也因为在奥运会上的出色表现获得紫綬褒章，又被VOGUE JAPAN选为“2016年年度最佳女性”之一。
2018年3月16日，金藤正式宣布退役。2019年4月1日，她加入Amuse事务所，转行担任艺人兼解说员。